# Francesc Mora i Borrell
Francesc Mora i Borrell (Gurb, 25 de noviembre de 1827 - Sarriá, 3 de agosto de 1905) fue arzobispo de Monterey-Los Ángeles entre los años 1873 y 1896.

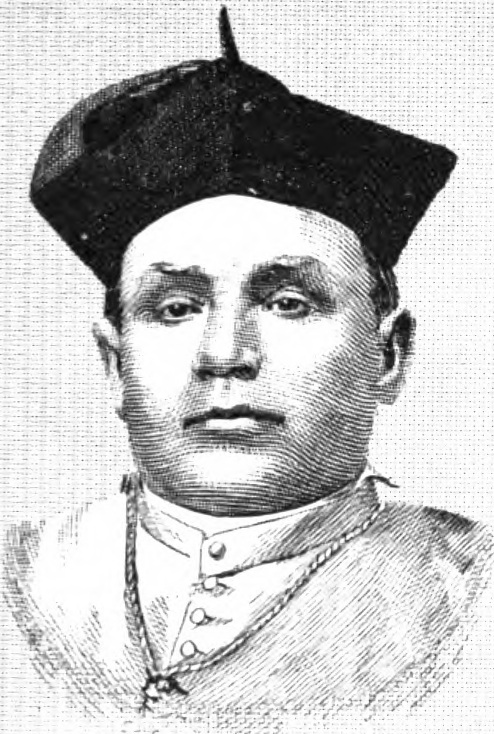
El obispo Francesc Mora

## Biografía
Hijo de Miquel y Rosa, nació en Gurb (Osona) el 25 de noviembre de 1827, en una familia humilde, tenía dos hermanos (Onofre y Joan) y una hermana, estudio en el Seminario de Vich, en el año 1854 el recién nombrado Arzobispo de Monterey-Los Ángeles, Tadeo Amat y Brusi, le convence para ir a las misiones en California (Estados Unidos), es consagrado sacerdote el 19 de marzo de 1856, en 1863 es nombrado rector de la Catedral de Nuestra señora de Los Ángeles. El 29 de mayo de 1873 el Papa Pío IX lo nombra Obispo de Maximiniapolis y coadjunto del Arzobispo Tadeo Amat, cuando Amat muere en 1878 es nombrado Arzobispo de Monterey-Los Ángeles, donde trabajo incansablemente fundando diferentes iglesias, monasterios, escuelas, también estableció el primer periódico católico de Los Ángeles “The Catholic Tidings”, hasta que en 1896 es aceptada su renuncia y nombrado Obispo de Hyerapolis por el Papa León XIII, Mora se retira en el Monasterio de Sarriá (Barcelona) donde el 3 de agosto de 1905 muere, es enterrado en el cementerio de Sarriá. Más tarde, en 1962, sus restos fueron trasladados a la Catedral de Nuestra Señora de los Ángeles, en California.
En 1958 nombran la escuela The Bishop Mora Selesian high school en su honor,  más tarde en 1967 se publica su biografía (Francis Mora, the last of catalans), escrita por Monseñor Francis J. Weber, escritor y archivista de la Catedral de Los Ángeles.